# Dragonheart – Ein neuer Anfang
Dragonheart – Ein neuer Anfang ist ein US-amerikanischer Fantasyfilm aus dem Jahr 2000 und eine Fortsetzung des Films Dragonheart aus dem Jahr 1996. Regie führte Doug Lefler.

## Handlung
Der Prolog des Films wird von dem Mönch Mansel erzählt, der zu der Zeit der Haupthandlung Novize in dem Kloster war, welches von dem Mönch Bruder Gilbert aus dem ersten Film gegründet wurde. Einst gab es eine Prophezeiung, dass, wenn ein zweischweifiger Komet am Himmel auftaucht, ein Drachenherz großes Unglück bringen wird. Der im ersten Film getötete Drache Draco, war wider Erwarten nicht der letzte Drache. Sir Bowen aus dem ersten Film findet im Greisenalter in Dracos Höhle ein Drachenei. Er bringt es zu besagtem Kloster, wo der später geschlüpfte Drache fortan verborgen aufwächst.
Die eigentliche Handlung beginnt zwanzig Jahre später: Der Waisenjunge Geoffrey lebt in dem Kloster und arbeitet als Stallbursche, träumt jedoch davon, eines Tages ein Ritter zu werden. In seiner Freizeit trainiert er den Schwertkampf an einer selbstgebauten Trainingspuppe und sieht den Rittern zu, die am Kloster vorbeireiten, wobei er einmal von einem jungen Ritter namens Roland gesehen wird. Derweil stattet der aus China stammende Meister Quan mit seinem Sohn (bei dem es sich in Wahrheit um die verkleidete Prinzessin Lian handelt) dem Kloster einen Besuch ab, da er von Gilberts Aufzeichnungen über Draco weiß und der in der Prophezeiung erwähnte Komet bereits am Himmel aufgetaucht ist. Später begegnet Geoffrey an einem Fluss Roland, der ihn zum Schwertkampf herausfordert. Obwohl Geoffrey sich gut hält, wird er besiegt.
Derweil wird ein Lord Osric von Crossley zum Berater und Stellvertreter des Königs ernannt, weil letzterer durch sein eigentümliches Verhalten aufhält. Er hat offenbar das Wohlergehen des Volkes im Sinn, führt dafür jedoch eine Reihe strenger Gesetze ein, u. a. eine strenge Kleiderordnung für die Untertanen, an welche sie sich unter Androhung der Prügelstrafe zu halten haben. Bruder Peter, der Leiter des Klosters, ist inzwischen gerade verstorben. Geoffrey sieht zu, wie Mansel das Verlies des Klosters betritt, und fragt ihn darüber aus. Zwar erhält Geoffrey von Mansel nur vage Andeutungen, bringt ihn durch eine List jedoch dazu, seine Arbeit zu erledigen, und schleicht sich in das Verlies, wobei er von Lian gesehen wird. Er findet schließlich den Drachen, der Drake heißt, und freundet sich mit ihm an. Meister Quan und Lian statten derweil auch Lord Osric einen Besuch ab, sind diesem jedoch offensichtlich nicht willkommen. Als sie gehen, lässt er sie verfolgen. Geoffrey und Drake haben derweil das Kloster heimlich verlassen und befinden sich im Wald. Dort wird Geoffrey von Osrics Soldaten aufgegriffen, die ihn wegen Missachtung der Kleiderordnung bestrafen wollen. Quan und Lian erscheinen jedoch rechtzeitig und setzen mit ihren Kampfkünsten und Waffen die Soldaten außer Gefecht. Dabei fällt Lian jedoch der Hut vom Kopf und Geoffrey erkennt sie als Frau. Als sie später wieder in Bedrängnis geraten, wagt Drake den ersten Flug seines Lebens, was von Bauern, den Mönchen und Lord Osric gesehen wird. Letzterer ist sehr interessiert an Drake, bittet ihm an in der Burg des Königs zu wohnen und will auch Geoffrey als Freund von Drake die Möglichkeit geben, ein Ritter zu werden. Geoffrey und Drake verlangen jedoch im Gegenzug, dass Quan und Lian nichts passiert.
Mansel ist wütend auf Geoffrey, da er Drake eine Woche, bevor der Komet die Erde verlassen hätte, befreit hat, und somit Drakes Herz die Prophezeiung erfüllen könnte. Quan und Lian stellen Drake derweil auf die Probe. In Lians Amulett befindet sich ein Drachenherz. Sie bieten es Drake an und sagen ihm, dass es ihm mehr Macht verspricht, bereit ihn zu töten sollte er es annehmen. Drake besteht die Probe jedoch, und so wollen Quan und Lian ihm beibringen Feuer zu speien. Seinen ersten Flammenstoß schießt er jedoch aus dem Po und zerstört somit eine Mühle. Später frisst er die Kuh eines Bauern, beide Male bezahlt Lord Osric, inzwischen Thronerbe, den Schaden. Drake erfährt auch von Draco und dass ein Drache einem Menschen die Hälfte seines Herzens schenken kann. Geoffrey genießt derweil, dass er ein angehender Ritter ist, Drake beunruhigt er jedoch mit seiner Passion, da letzterer gelesen hat, wie grausam viele Ritter zu Drachen waren.
Als Quan ihm beibringen will Eis zu speien, endet das damit, dass Mansel von ihm vollgespuckt wird. Quan borgt Mansel seinen Mantel für die Rückkehr zum Kloster. Von Osrics Männern wird er deswegen für Quan gehalten und entführt. Als Lord Osric den Fehler seiner Truppen erkennt, lässt er Mansel einsperren. Lian erzählt derweil Geoffrey die Geschichte des Drachenherzens, welches sie trägt: Vor vielen Jahren, als ihr Urgroßvater über China herrschte, hat ein Drache namens Griffin die Drachen des Ostens gegen die Menschheit aufgehetzt. Die den Menschen loyalen Drachen überwältigten ihn jedoch und entrissen ihm als Verräter des Drachenschwures das Herz. Dieses übergaben sie dem Herrscher, dennoch fürchtete letzterer weiterhin die Gefahr, die von Drachen ausging, und tötete alle Drachen des Ostens. Drake ist somit endgültig der letzte Drache der Welt.
Am nächsten Tag stürmen Osrics Truppen unter Führung von Roland das Kloster und wollen Quan und Lian festnehmen. Zusammen mit Geoffrey nehmen sie den Kampf auf, in welchem Geoffrey Roland mithilfe seiner Trainingspuppe besiegt. Lord Osric trifft ein, um Geoffrey und Drake zu bitten beim Kampf gegen ein Nachbarvolk zu helfen. Vermeintlich schlichtet er den Konflikt und sichert Geoffrey zu Quan und Lian unversehrt ziehen zu lassen. Er bricht jedoch sein Wort und lässt die beiden einsperren. Sie werden in denselben Kerker gesperrt wie Mansel, welcher sich genauso seltsam verhält wie der König. Drake und Geoffrey kommen derweil an einer Brücke an, wo sie erschlagene Grenzposten vorfinden. Aus Verstecken tauchen plötzlich feindliche Krieger auf und es kommt zum Kampf, in welchem Lord Osric scheinbar lebensgefährlich verletzt wird. Geoffrey bittet Drake zuerst mit Osric sein Herz zu teilen, erkennt dann jedoch, dass Osric nur simuliert. Die feindlichen Krieger entpuppen sich als Osrics Männer, und auch die vermeintlich toten Grenzposten stehen wieder auf. Sie überwältigen Geoffrey und wollen Drake erpressen sein Herz mit Osric zu teilen, Drake setzt sie jedoch mit seinem ersten gelungenen Feuerstoß außer Gefecht und flieht mit Geoffrey. Osric brüllt, dass er Drakes Herz noch in dieser Nacht, in welcher der Komet verschwinden wird, haben will.
Durch eine List konnten Quan, Lian und Mansel aus dem Kerker fliehen und haben Lord Osrics Laboratorium gefunden. Es wird offenbar, dass er seinen König u. a. mit orientalischen Kräutern vergiftet und so sein merkwürdiges Verhalten ausgelöst hat. Quan braut sofort ein Gegenmittel zusammen, welches sie dem König geben, nachdem sie sich bis zu ihm vorgekämpft haben. Lord Osric und seine Männer erscheinen. Osric erkennt das Amulett der inzwischen enttarnten Lian und weiß, was sich darin befindet. Daran erkennt Quan, dass es sich bei Osric in Wahrheit um den totgeglaubten Drachen Griffin in Menschengestalt handelt. Lian wirft das Amulett in Feuer, Osric kann sein Herz jedoch retten. Danach wirft er sein Schwert nach Lian, um sich an ihrem Urgroßvater zu rächen. Quan wirft sich jedoch vor sie und stirbt. Geoffrey und Drake landen im Burghof. Griffin erzählt, dass er einst vor Sir Bowen nach China geflohen ist. Als man ihm sein Herz entriss, wurde er dazu verflucht, als Mensch weiterzuleben – das von ihm am meisten gehasste Wesen. Danach setzt er sein Herz wieder in seine Brust ein und erhält dadurch seine wahre Drachengestalt zurück. Lian wird klar, dass die Prophezeiung Griffins Herz meinte.
Griffin spricht Drake mit „Bruder“ an und bietet ihm an, an seiner Seite die Menschheit zu unterwerfen. Drake erinnert sich jedoch an Griffins Täuschungsversuch, vor dem Geoffrey ihn gerettet hat, und nimmt den Kampf gegen ihn auf. Griffin erweist sich als stärker, Drake kann ihn jedoch in Schach halten. Schließlich speit Drake Eis auf Griffin, welcher dadurch vollständig einfriert, zu Boden fällt und in tausend Splitter zerbricht. Drake sieht mit Entsetzen, dass einer der Splitter Geoffrey durchbohrt hat. Er rettet ihm das Leben, indem er sein Herz mit ihm teilt. Alle sehen, dass der Komet vom Himmel verschwindet. Am Ende erzählt der alte Mansel, wie Lian nach China zurückkehrt und Geoffrey und Drake nun das haben, wonach sie sich ein Leben lang gesehnt haben – eine Familie.

## Kritiken
Das Lexikon des internationalen Films kritisierte die „recht simplen Tricks“. Der Film sei eine „annehmbare Unterhaltung“, die stark kommerziell orientiert sei.

## Auszeichnungen
Der Film erhielt 2001 fünf Nominierungen für den DVD Exclusive Award, eine davon für Harry Van Gorkum. Shari Goodhartz wurde 2002 für den Writers Guild of America Award nominiert.